# 156 pr. n. št.
156 pr. n. št. je bilo leto predjulijanskega rimskega koledarja.
Oznaka 156 pr. Kr. oz. 156 AC (Ante Christum, »pred Kristusom«), zdaj posodobljeno v 156 pr. n. št., se uporablja od srednjega veka, ko se je uveljavilo številčenje po sistemu Anno Domini.

## Rojstva
- Kong Anguo, kitajski konfucijanski učenjak (†  okoli 74 pr. n. št.)